# Pokvarena mašta i prljave strasti
Pokvarena mašta i prljave strasti – drugi album studyjny serbskiego zespołu Riblja čorba. Album został wydany 23 lutego 1981 roku nakładem wytwórni PGP RTB. Nagrań dokonano w belgradzkim studio Druga Maca. W 1998 album został sklasyfikowany na 23. miejscu listy 100 najlepszych rockowych i popowych albumów wydanych w byłej Jugosławii, opublikowanej w książce YU 100: najbolji albumi jugoslovenske rok i pop muzike (YU 100: najlepsze albumy jugosłowiańskiej rock i pop muzyki).

## Lista utworów
| Nr  | Tytuł utworu                             | Słowa         | Muzyka                                | Długość |
| --- | ---------------------------------------- | ------------- | ------------------------------------- | ------- |
| 1.  | „Srećan put pišo moja mala”              | Bora Đorđević | Bora Đorđević, Momčilo Bajagić Bajaga | 2:23    |
| 2.  | „Nemoj srećo, nemoj danas”               | Bora Đorđević | Momčilo Bajagić Bajaga                | 3:05    |
| 3.  | „Vidiš da sam gadan kad sam tebe gladan” | Bora Đorđević | Rajko Kojić                           | 2:39    |
| 4.  | „Vrlo, vrlo zadovoljan tip”              | Bora Đorđević | Bora Đorđević                         | 3:21    |
| 5.  | „Neke su žene pratile vojnike”           | Bora Đorđević | Bora Đorđević                         | 4:24    |
| 6.  | „Ostaću slobodan”                        | Bora Đorđević | Miša Aleksić                          | 2:34    |
| 7.  | „Hajde, sestro slatka”                   | Bora Đorđević | Bora Đorđević                         | 5:00    |
| 8.  | „Lak muškarac”                           | Bora Đorđević | Bora Đorđević                         | 2:15    |
| 9.  | „Dva dinara druže”                       | Bora Đorđević | Momčilo Bajagić Bajaga                | 4:05    |
| 10. | „Evo ti za taksi”                        | Bora Đorđević | Momčilo Bajagić Bajaga                | 3:05    |
| 11. | „Rekla je”                               | Bora Đorđević | Enco Lesić                            | 5:35    |
|     |                                          |               |                                       | 38:26   |

## Twórcy
- Bora Đorđević – śpiew, harmonijka, gitara akustyczna, perkusja
- Rajko Kojić – gitary
- Momčilo Bajagić Bajaga – wokal wspierający, gitary
- Miša Aleksić – wokal wspierający, gitara basowa
- Vicko Milatović – perkusja
- Enco Lesić – instrumenty klawiszowe, produkcja muzyczna
- Dušan Vasiljević, Miroslav Cvetković – nagranie
- Jugoslav Vlahović – opracowanie graficzne, fotografie
- Vican Vicanović – fotografie[1]